# Helen Conway-Ottenheimer
Helen Conway-Ottenheimer es una política canadiense, elegida para la Cámara de la Asamblea de Terranova y Labrador en las elecciones provinciales de 2019. Representa al distrito electoral de Harbor Main como miembro del Partido Conservador Progresivo de Terranova y Labrador.
Conway-Ottenheimer fue directora ejecutiva de la rama juvenil del Partido Conservador Progresista y se convirtió en su presidenta a los 20 años. Es abogada de oficio y ha ejercido en las áreas de derecho de los derechos humanos y defensa penal.
Está casada con el ex MHA John Ottenheimer.